# American College of Sofia

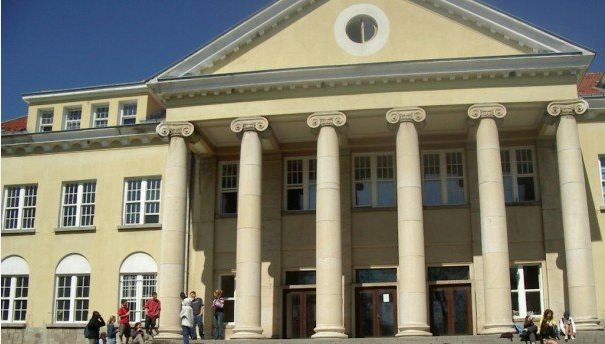
Ostrander Hall.

American College of Sofia (ACS) är en skola i Sofia i Bulgarien, grundad 1860 av missionärer från USA.